# Daniel Viglietti
Pour les articles homonymes, voir Indart.
Daniel Alberto Viglietti Indart, né le 24 juillet 1939 à Montevideo (Uruguay) et mort dans la même ville le 30 octobre 2017, chanteur, compositeur et guitariste, est l'un des artistes importants de la chanson populaire de l'Uruguay.

## Biographie

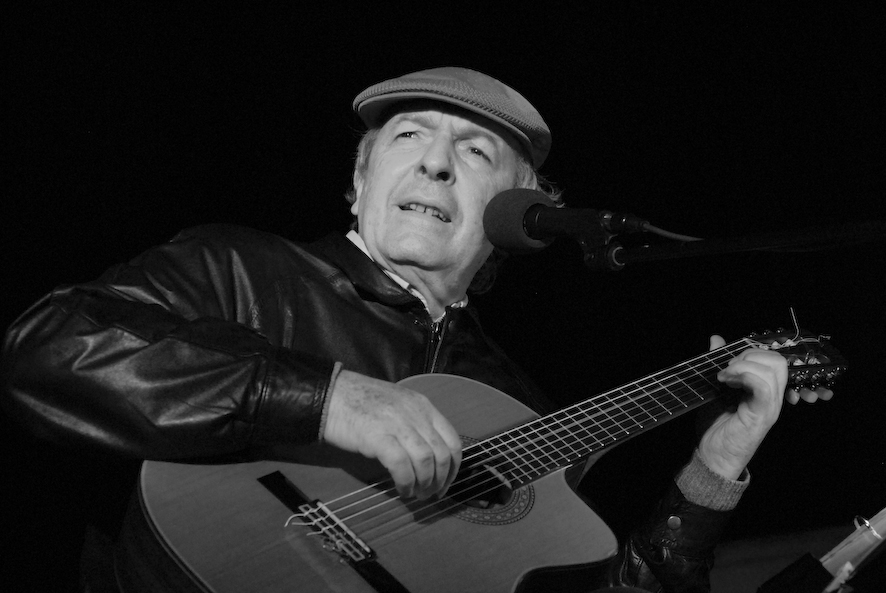
Viglietti lors d'un concert à Aguas Dulces (Rocha) en 2007.

Né le 24 juillet 1939 dans une famille de musiciens – sa mère est la pianiste Lyda Indart et son père le guitariste Cédar Viglietti – dès son enfance il est en contact avec la musique classique et populaire. Il apprend la guitare avec Atilio Rapat et  Abel Carlevaro. Il acquiert ainsi une solide formation musicale pour se consacrer ensuite, à partir des années 1960, à la musique populaire et engagée avant tout.
Pendant cette décennie il déploie une intense activité comme auteur-compositeur, chanteur, enseignant et conducteur de programmes radio, qui s'inscrit dans une mobilisation populaire croissante en Uruguay. Il participe à la revue Marcha et il crée et dirige le Núcleo de Educación Musical (Nemus - Noyau d'éducation musicale). Son premier disque sera Impresiones para canto y guitarra y canciones folclóricas (Impressions pour chant et guitare, et chansons folkloriques) en 1963, lequel sera suivi de cinq autres créations jusqu'en 1973.
Son œuvre prend une tournure radicale avec un fort contenu social et de gauche. Ses paroles se réfèrent aux luttes populaires en Uruguay et en Amérique latine, faisant par exemple une adaptation en l'honneur de la prise de Pando des Tupamaros. Lors de la répression des mouvements de gauche qui a précédé le coup d'État militaire de 1973, Viglietti est emprisonné, en 1972. La campagne de mobilisation pour sa libération depuis l'étranger est conduite par des personnalités comme Jean-Paul Sartre, François Mitterrand, Julio Cortázar ou Oscar Niemeyer.
Libéré, il s'exile alors en Argentine, puis en France où il vit onze ans. Pendant l'exil il compose bien moins, toutes ses chansons d'alors ne seront édités qu'à son retour en Uruguay, dans un disque intitulé Trabajo de Hormiga (Travail de fourmi), enregistré en public. Il continue en revanche un intense travail journalistique et radiophonique, et surtout, il parcourt le monde entier en tournées, chantant et dénonçant la dictature en Uruguay et dans plusieurs pays d'Amérique latine.

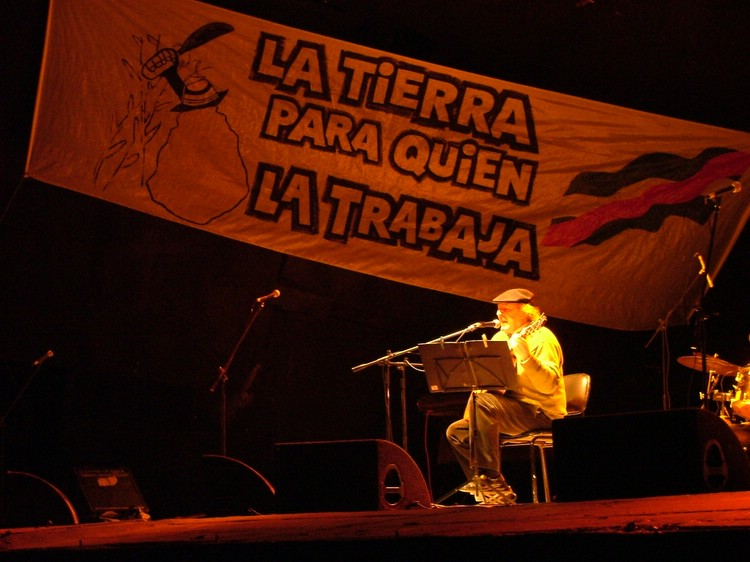
Daniel Viglietti lors d'un Festival en faveur des travailleurs de canne à sucre (les peludos) à Bella Union (Artigas) en 2006.

Son exil finit en 1984. Il rentre le 1er septembre à Montevideo, où il est reçu par des milliers de personnes dans un récital dont il se souvient comme « le plus émouvant en quarante ans de carrière ». Depuis lors, il a édité plusieurs  disques avec de nouvelles compositions. En 1985, dans un disque intitulé A dos voces (À deux voix) avec Mario Benedetti, il compile les enregistrements de nombreux récitals en compagnie du grand poète uruguayen, avec qui il a partagé l'exil.
En raison du rachat du label Orfeo par des majors et de contrats léonins qui le liaient à ce dernier, ses disques d'avant l'exil restent longtemps introuvables. Ce n'est qu'en 1999, à la suite d'un long procès, qu'il parvient à en récupérer les droits. Ses disques, remasterisés par ses soins, sont alors réédités en CD par le label Ayuí / Tacuabé.
Il meurt le 30 octobre 2017 (selon le quotidien El Pais, pendant une intervention chirurgicale). Sa dépouille est exposée le lendemain, dans le foyer du théâtre Solís à Montévidéo.

## Son œuvre
Son œuvre musicale est caractérisée par un particulier mélange d'éléments de musique classique et de folklore uruguayen et latino-américain. À partir de Hombres de nuestra tierra (Hommes de notre terre), son deuxième disque à deux voix avec Juan Capagorry, il initie, en parallèle à ses propres compositions de paroles et musique, un travail étroitement partagé avec divers écrivains, mettant en particulier en musique des textes des poètes uruguayens Líber Falco, Circe Maia, du péruvien César Vallejo, des espagnols Rafael Alberti et Federico García Lorca, du Cubain Nicolás Guillén, entre autres.
Parmi ses chansons les plus connues on peut citer A desalambrar (Enlevons les clôtures), Canción para mi América (Chanson pour mon Amérique), Milonga de andar lejos (Milonga des terres lointaines) et Gurisito (Petit gosse). Son œuvre a une portée mondiale, ses chansons ont été interprétées par des chanteurs de nombreux pays, en particulier Victor Jara, Amparo Ochoa, Isabel Parra, Joan Manuel Serrat, Mercedes Sosa, Chavela Vargas, Soledad Bravo parmi tant d'autres.

## Discographie

### 33 tours et CD
- Canciones folklóricas y 6 impresiones para canto y guitarra (Antar PLP 5024, 1960)
- Hombres de nuestra tierra (au côté du narrateur Juan Capagorry. Antar PLP 5045, 1964)
- Canciones para el hombre nuevo (Orfeo, 1968)
- Canto libre (Orfeo ULP 90.537, 1970)
- Canciones chuecas (Orfeo ULP 90.558, 1971)
- Trópicos (Orfeo, 1973)
- En vivo (Le Chant du Monde, 1978)
- Trabajo de hormiga (Music Hall, 1984)
- Por ellos canto (Orfeo, 1984)
- A dos voces avec Mario Benedetti (Orfeo, 1985)
- A dos voces avec Mario Benedetti (Orfeo, 1987)
- Esdrújulo (Orfeo, 1993)
- A dos voces avec Mario Benedetti (Orfeo, 1994)
- Devenir (Ayuí / Tacuabé, 2004)

### Rééditions et compilations
- A desalambrar (EMI 16584. 1970)
- Canciones con fundamento (Diapason DP-99330)